# Stornophilacris poulaini
Stornophilacris poulaini är en insektsart som beskrevs av Frédéric Carbonell 2002. Stornophilacris poulaini ingår i släktet Stornophilacris och familjen Romaleidae. Inga underarter finns listade i Catalogue of Life.